# Germany’s Next Topmodel

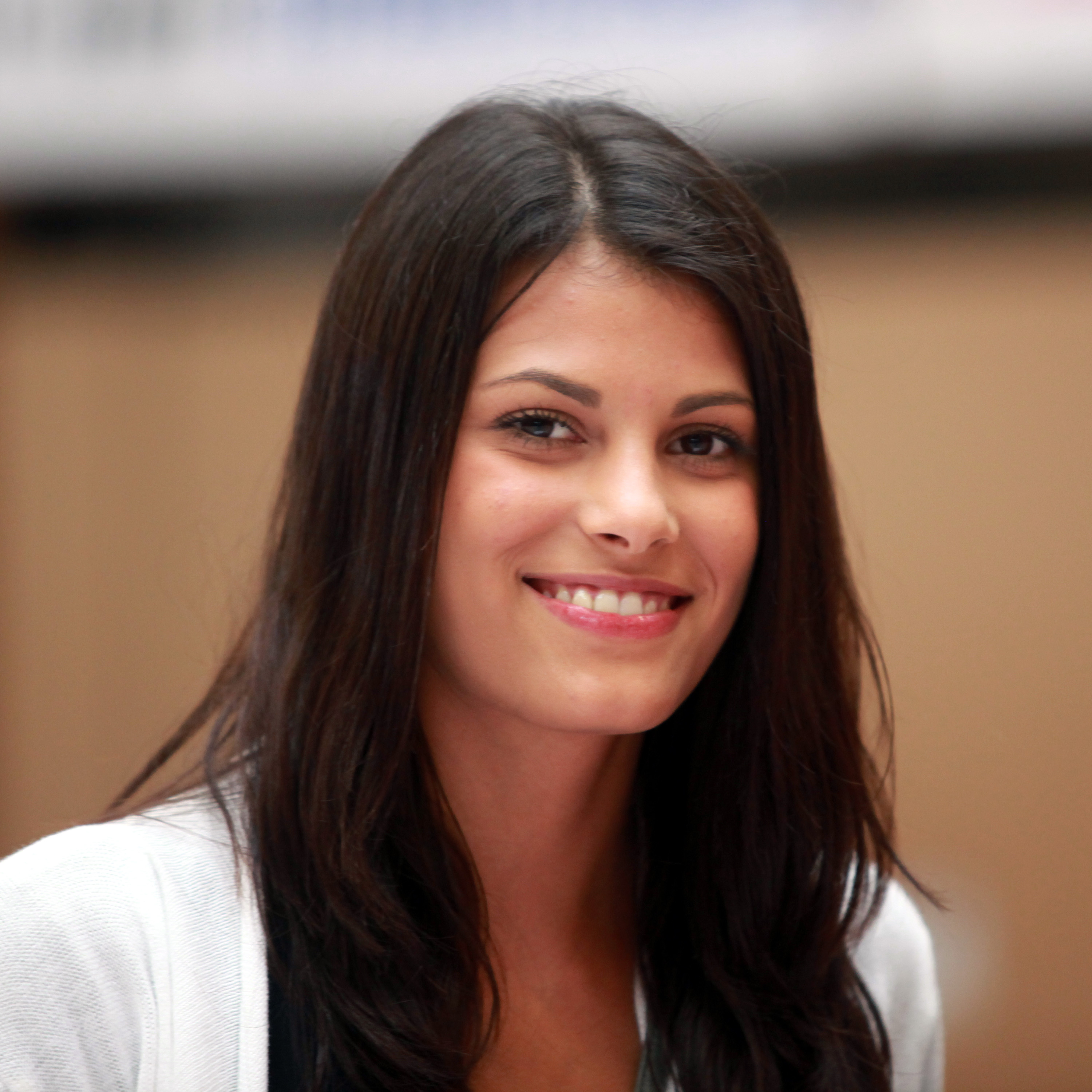
Alisar Ailabouni (august 2010)

Germany’s Next Topmodel (GNT sau GNTM) ("Topmodelul următor german") este o emisiune  pe postul TV ProSieben. Emisiunea Show este moderată de Heidi Klum. Ea urmează exemplul emisiunii americane America’s Next Top Model, care este moderat de Tyra Banks. Până în prezent în emisiunea germană au fost declarate câștigătoare Lena Gercke, Barbara Meier, Jennifer Hof, Sara Nuru și Alisar Ailabouni.

## Participante
Finaliste în etapa cincea 
| 0Finala etapei - V;*                                         | 0Finala etapei - V;* | 0Finala etapei - V;* | 0Finala etapei - V;*              | 0Finala etapei - V;* | 0Finala etapei - V;* | 0Finala etapei - V;*         |
| Nume                                                         | Locul                | Vârsta               | Domiciliu                         | Înălțime             | Măsură               | Ocupație                     |
| ------------------------------------------------------------ | -------------------- | -------------------- | --------------------------------- | -------------------- | -------------------- | ---------------------------- |
| Alisar Ailabouni                                             | 1                    | 20                   | Mattighofen, (Austria Superioară) | 178 cm               | 86-65-90             | chelner                      |
| Hanna Bohnekamp                                              | 2                    | 18                   | Drevenack, (Hünxe)                | 173 cm               | 84-63-90             | elev                         |
| Laura Weyel                                                  | 3                    | 23                   | Düsseldorf                        | 175 cm               | 80-60-89             | student (agenție de modă)    |
| Neele Hehemann                                               | 4                    | 21                   | Dresden                           | 182 cm               | 84-61-88             | student (arhitectură)        |
| Louisa Mazzurana                                             | 5                    | 22                   | Hannover                          | 170 cm               | 83-60-89             | pregătire (vânzătoare)       |
| Pauline Afaja                                                | 6                    | 19                   | Friedrichshafen                   | 180 cm               | 80-63-84             | elev                         |
| Leyla Mert                                                   | 6                    | 19                   | Sindelfingen                      | 180 cm               | 86-71-91             | student arhitectură          |
| Viktoria Lantratova                                          | 8                    | 22                   | Detmold                           | 178 cm               | 87-64-90             | vânzător                     |
| Jacqueline Kohl                                              | 9                    | 16                   | Lahnstein                         | 180 cm               | 83-66-87             | pregătire (hotelier)         |
| Wioleta Psiuk                                                | 10                   | 18                   | Münster                           | 179 cm               | 88-64-93             | elev                         |
| Miriam Höller                                                | 11                   | 22                   | Schermbeck                        | 183 cm               | 85-63-84             | antrenor de sport și fitness |
| Nadine Höcherl                                               | 12                   | 18                   | Rettenbach-Ebersroith             | 180 cm               | 85-65-84             | asistent medical             |
| Catherine Kropp                                              | 12                   | 17                   | Lüdinghausen                      | 180 cm               | 83-62-90             | elev                         |
| Luisa Kreuger                                                | 14                   | 18                   | Lünen                             | 176 cm               | 88-69-94             | educator                     |
| Lara Emsen                                                   | 15                   | 16                   | Wedel                             | 180 cm               | 87-66-96             | elev                         |
| Petra Roscheck**                                             | 16                   | 25                   | Viena                             | 179 cm               | 90-69-95             | student și model             |
| Lena Kaiser                                                  | 16                   | 17                   | Datteln                           | 177 cm               | 89-64-89             | pregătire                    |
| Aline Kautz***                                               | 18                   | 16                   | Köln                              | 180 cm               | 81-63-96             | elev                         |
| * Situația etapei întâia                                     |                      |                      |                                   |                      |                      |                              |
| ** Verișoara lui Céline Roscheck (Finalistă în etapa întâia) |                      |                      |                                   |                      |                      |                              |
| *** Din cauza școlii renunță la concurs.                     |                      |                      |                                   |                      |                      |                              |